# Digitale Vermittlungsstelle Fernnetz
Digitale Vermittlungsstelle Fernnetz (DIVF) war Mitte der 1990er Jahre die Bezeichnung für die digitalen Vermittlungsstellen im Fernnetz des Telefonnetzes der Deutschen Telekom. Bis dahin war die Fernebene des Netzes hierarchisch aufgebaut. Danach wurde ein vermaschtes Fernnetz aufgebaut.
Im klassischen Fall führen Kupferkabel vom Abschluss am Hauptverteiler (HVt) der Ortsvermittlungsstelle über Hauptkabel (HK) zum Kabelverzweiger (KVz) in die Versorgungsbereiche. Im Kabelverzweiger wird vom Hauptkabel mittels Drahtbrücken auf das Verzweigungskabel rangiert. Die Verzweigungskabel verlaufen im Erdreich und werden wiederum durch Abzweigungen in Kabelmuffen in die einzelnen Gebäude geführt. Hier enden sie am Abschlusspunkt des Liniennetzes (APL) und werden zu den Netzabschlusseinheiten (TAE, NTBA, NTPM) geführt.
In immer mehr Bereichen dagegen werden die Informationsdaten auf optischem Wege in Ringnetzen bis zu den Kabelverzweiger mit VISYON durch Glasfaserkabel übertragen.

## Topologie
bis Mitte der 1990er Jahre
| Weltebene   | Auslandsvermittlungsstelle |                                                                            |
| Länderebene | DIVF                       | Zentralvermittlungsstelle Hauptvermittlungsstelle Knotenvermittlungsstelle |
| Ortsebene   | DIVO                       | Ortsvermittlungsstelle                                                     |

heute
| Vermittlungseinheit Ausland      | VE:A | (angebunden an das Fernnetz)               |
| Vermittlungseinheit Netzübergang | VE:N | (Bestandteil von VE:F-Vermittlungsstellen) |
| Vermittlungseinheit Fernverkehr  | VE:F | (vermaschtes Fernnetz)                     |
| Vermittlungseinheit Ortsnetz     | VE:O | (angebunden an das Fernnetz)               |